# Кос-и-Мачо, Хосе Мария Хусто
Хосе Мария Хусто Кос-и-Мачо (исп. José María Justo Cos y Macho, (6 августа 1838, Теран, Кабуэрнига, Испания — 17 декабря 1919, Вальядолид, Испания) — испанский кардинал. Епископ Мондоньедо с 10 июня 1886 по 14 февраля 1889. Архиепископ Сантьяго-де-Кубы с 14 февраля 1889 по 11 июня 1892. Епископ-архиепископ Мадрида-Алькалы с 11 июня 1892 по 18 апреля 1901. Архиепископ Вальядолида с 18 апреля 1901 по 17 декабря 1919. Кардинал-священник с 27 ноября 1911, с титулом церкви Санта-Мария-дель-Пополо  с 2 декабря 1912.